# Magyar Atlétikai Club

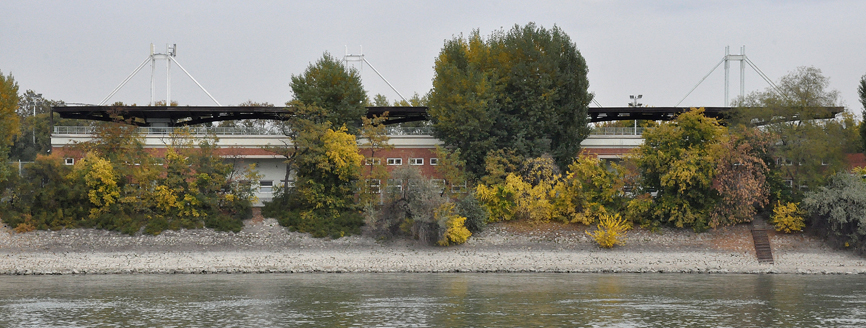
Lo stadio Magyar AC a Budapest, Margitsziget

Il Magyar Atlétikai Club (MAC, club atletico ungherese) è un club multisport e una squadra di calcio ungherese della città di Budapest, fondato nel 1875.
La sezione calcio nasce nel 1895. Il Magyar AC debuttò nella stagione 1903 del campionato ungherese, finì settimo e vi partecipò fino al 1923, ottenendo due secondi posti come miglior classifica.
Modifiche al nome:
- 1875-1945: Magyar Athletikai Club
- 1928: il dipartimento di calcio viene sciolto
- 1988–1993: Magyar Athletikai Club
- 1993: fusione con Népstadion Szabadidő Egyesület
- 1993–2011: MAC Népstadion SE
- 2011–2013: Magyar Athletikai Club
- 2013: fusione con Grund 1986 FC

## Onorificenze
- Coppa d'Ungheria:

Secondo classificato (2): 1910–11 e 1913-1914